# Samantha Beckinsale
Pour les articles homonymes, voir Beckinsale.
Samantha Jane Beckinsale (née le 23 juillet 1966)[réf. nécessaire] est une actrice britannique, elle est apparue à la télévision jouant Stevens Kate dans La Brigade du courage et Lesley dans la sitcom Shelley en 1989 à 1992. Elle est la fille aînée de Richard Beckinsale et Margaret Bradley, la belle-fille de Judy Loe et la demi-sœur de Kate Beckinsale. Elle a étudié le théâtre au Clarendon College Nottingham.

## Télévision
En 1990, Beckinsale a été choisie par LWT pour jouer la pompière Kate Stevens dans la série dramatique d'ITV La Brigade du courage, diffusée de 1986 à 2002. En 1989, Beckinsale a joué le rôle principal de WPC Martin dans un épisode de Never the Twain de Thames Television. Peu de temps après, elle a obtenu le rôle de Lesley dans les trois dernières séries de Shelley de Thames Television. En 1994, elle a été choisie par LWT pour jouer le rôle de Gillian dans la sitcom Time After Time, qui a duré deux saisons.
En 1997, Beckinsale a joué le rôle de Jilly Howell dans la sitcom de courte durée Get Well Soon et en 1998, elle a été choisie par LWT pour jouer le rôle de Gillian Monroe dans la sitcom de courte durée Duck Patrol avec Richard Wilson.

## Rôles à la télévision et au cinéma
| An          | Titre                                                      | Rôle                   |
| ----------- | ---------------------------------------------------------- | ---------------------- |
| 1989        | Agatha Christie's Poirot – The Adventure of Johnny Waverly | Barmaid                |
| 1989 à 1992 | Shelley                                                    | Lesley                 |
| 1990 à 1992 | La Brigade du courage                                      | Kate Stevens           |
| 1994 à 1995 | Time After Time                                            | Gillian                |
| 1995        | Jake's Progress                                            | Blue Eyes              |
| 1996        | Bugs – Blackout                                            | Pascal                 |
| 1996        | Coronation Street                                          | Lorraine Mason         |
| 1997        | Get Well Soon                                              | Jilly Howell           |
| 1998        | Patrouille de canard                                       | Gillian Marilyn Monroe |
| 1999        | Nancherrow                                                 | Nesta Carew            |
| 1999        | Dangerfield                                                | DS Katie Webb          |
| 2000        | The Blind Date                                             | Patty                  |
| 2001        | Out of the Ashes                                           | Sarah                  |
| 2002        | Murder in Mind                                             | Christine              |
| 2004        | Lighthouse Hill                                            | Sally                  |
| 2004        | Doctors                                                    | Susan Marshall         |
| 2004 à 2005 | Holby City                                                 | Maggie Thornton        |
| 2005        | Heartbeat                                                  | Elsa Jenner            |
| 2005        | Marian, Again                                              | Josie Bevan            |
| 2006        | The Penalty King                                           | Maddie Vaughan         |
| 2014        | Katherine of Alexandria                                    | Vita                   |